# 3232 Brest
För andra betydelser, se Brest.
3232 Brest eller 1974 SL är en asteroid i huvudbältet som upptäcktes den 19 september 1974 av den ryska astronomen Ljudmila Tjernych vid Krims astrofysiska observatorium på Krim. Den har fått sitt namn efter den vitryska staden Brest.
Asteroiden har en diameter på ungefär 16 kilometer och den tillhör asteroidgruppen Eos.